# Удушења запушењем
Удушења запушењем или суфокативне асфиксије облик  су насилног механичког удушења која могу настати као последица запушења носа и уста (лат. оcclusio nasi et oris), запушења грла и гркљана (лат. оbturatio pharyngolaryngis), запушењем душника и душнице (лат. оbturatio tracheobronchiorum) и утопљењем запушењем доњих и завршних дисајних путева (лат. submersio).

## Епидемиологија
Мучење као намерно или намерно наношење тешког психичког или физичког бола или патње, у потрази за одређеним циљем, као што је добијање информација, кажњавање или застрашивање, често се изводи применом различитих метода удушења запушењем. Ова врста тортуре на глобалном нивоу, је све учњесталија јер не оставља трагове, производи искуство смрти са губитком свести, а опоравак је брз. Овај метод мучења био је толико распрострањен у Латинској Америци да је његов шпански назив submarino постао део речника хуманог права.
Утапање укључује насилно урањање главе у воду, често контаминирану урином, изметом, повраћаном масом или другим прљавим материјалом. 
Терористи, али и  антитерористичког одељења шпанске полиције. често за удушење користе пластичне кесе које постављају жртви преко преко главе.
Друге методе укључују присилно затварање уста и носа рукама, притисак лигатуре око врата или суспензију лигатуром и присилно удисање прашине, цемента, љутих папричица и других иританса.

## Етиопатогеназа
Ова врста насилног удушења постиже се насилним механичким зачепљењем (насилним или убилачким спречавањем ваздуха да доспе у крв кроз плућа) – затварањем (лат. suffocatio) спољашњих отвора за дисање (носа и уста) и других дисајних путева (грла, гркљана, душника и душнице) доњих дисајних путева (алвеола).
У зависности од ниво механичке препреке, ова удушења реалиују се зачепљењем носа и уста, грла и гркљана, душника и душнице, и коначно, зачепљењем завршних и доњих дисајних путева утопљењем.
Отпор који ствара механичка сила која спречава доток ваздуха у носно-ждрелну, усну дупљу , споља, доводи до гушења. Када се дисање заустави, повећава се садржај загађивача у крви (угљен-диоксида). Као резултат повећаног стварања угљен-диоксида, тело покушава да отежано и убрзано дише, што још више увећава стварање угљен.диоксида. Појава ће бити фатална ако је механичка опструкција потпуна и средство за удушење се не уклони у року од 2-3  минута. Делимична блокада дисајних путева може се издржати током дужег временског периода у зависности од нивоа отпора и снаге особе која се гуши.  
Патофизиолошки механизми умирања код утопљења објашњавају се на разлиæите начине. Као првенствени разлог умирања код удушењ утапањем је недостатак кисеоника у крви (аноxхемија) узрокован испуњењем дисајних путева течношчћу. Поред овог механизма, неки аутори, као водећи механизам умирања код утопљења, наводе преоптерећење срца услед продора течности, односно воде, у општу циркулацију. Без обзира на наведена мишљења, патофизиолошки механизми умирања сигурно и пре свега зависе од врсте воде у којој се особа утапа. Сигурно је да постоје разлике да ли је до имерзије и суфокације дошло у слаткој, сланој (салинитет око 3%) или у изотоној течности, што чини да и патофизиолошки механизми умирања могу бити суштински различити.  

## Врсте

### Удушње запушењем носа и уста
Удушње запушењем носа и уста (лат. occlusio nasi et oris) облик је акутног насилног механичког удушења узрокованог истовременим затварањем отвора носа и уста. Затварање ових отвора може се реализовати на три начина:
Рукама
Удушење рукама, притиском и затварањем ноздрва и уста шаком ( обично дланом), од стране друге особе, а то је насилна смрт искључиво убилачког порекла.   Жртве су обично новорођенчад, мала деца, немогућен или претходно онеспособљене инвалидне или друге особе. Најчешће због несразмере   у односу на моћ учиниоца и жртве или немогућности пружања отпора нападачу. Код мале деце, једна рука може да изврши оба ова задатка. Код одојчади и одрасли који нису у стању да пруже никакав ефикасан отпор, обдукција неће открити било какве повреде услед овог процеса. Код одраслих, чак и оних који могу да се супротстава то су само минимални знаци борбе, може доћи до огреботина на носу или бради од ноктију и нагњечења усана од притиска длана.
Неким за ваздух непропусним материјалом и/или предметом
Удушење неким за ваздух непропусним материјалом и/или предметом је узроковано механичком опструкцијом или оклузијом спољашњих дисајних путева, односно носа и уста. Смрт код ове врсте удушења обично  је последица убиство или самоубиство, веома ретко несрећног случаја  Најчешћи облик ове врсте самоубилачког удушења  је стављање пластичне врећа преко главе жртве.  Ако је тешка пластика, она може бити осигуран (фиксирана на врату). Чешће, самоубице користе танку, пријањајучу пластику или врећа које се користе за хемијско чишћење, јер код њих нема потребе за причвршћивањем на врату, јер се фолија лепи за лице, зачепљујући дисајне путеве. Пластичне кесе такође чине ретке случајне смрти удушењем када се ове кесе користе за покривање душека или јастука у креветићу малог детета. Дете се уплете у врећу и угуши се. У свим смртима које су биле последица удушења пластичним кесама стављеним преко главе, није било конкретних обдукционих налаза. Петехије на лицу, склера и  конјунктива  практично су увек биле одсутне. Петехије епикарда или плеуралне површине плућа су понекад биле присутне, али то је тако неспецифично да им многи обдуценти не придају никакву тежину. Ако појединац изврши самоубиство употребом пластичне кесе и кеса се уклони пре обавештење надлежних органа, лекарски вештак  не може да утврди узрок смрти на обдукцији.
Одупирањем отвора уста и носа о подлогу
Повремено се мртава алкохоличар може наћи са лицем надоле на јастуку Уочено је бледило усне шупљине и носа по ободу, а смрт се приписује удушењу. Ово бледило, међутим, може бити узроковано пост мортем пасивним притиском главе на јастук.  Код неисправних креветића може доћи до случајног гушења. Овде је дете заробљено или између премалог душека и оквира креветића, или између неисправног кревета и душека, са лицем прикованим уз душек  Дете не може да се креће и гуши се.

### Удушење запушењем ждрела и гркљана
Запушења ждрела и гркљана (лат. obturatio pharyngolaryngis) облик је акутног насилног механичког удушења узрокованог истовременим притиском и затварањем ждрела и гркљана неким страним телом, обично појединачним, мекшим или или чврстим предметом. По пореклу, ова врста удушења углавном су случајна. Постоје подаци да се бебе гуше у својим креветићима због тешких ћебади или постељине постављене преко њих.
Чепови којима  зачепљују нос и уста могу узроковати смрт удушењем. Такве смрти, иако ненамерне, ипак су убиства ако жртве умру током извршења злочина. Обично се око лица ставља марама која заклања уста и нос. Жртве су обично старије особе које или нису у стању да се довољно боре да помере мараму или су необично подложне аноксији због природне болести.
Слуз и течност се могу акумулирати у носним шупљинама и дисајним путевима, доприносећи удушењу. Код старијих особа може доћи до загушења лица страни предметима који доводе до непотпуног или потпуног затварања ждрела (усног и гркљанског дела). Код овог удушења доминирају општи знаци док се локално налази страни предмет који је изазвао ометање функције наведених делова респираторног тракта.

### Удушење запушењем душника и душнице
Запушења душника и душнице (лат. obturatio tracheobronchiorum) облик је акутног насилног механичког удушења узрокованог запушењем и затварањем душника и душнице неким чврстим појединачним или вишебројним предметима (зрно пасуља, коштица воћа, песак, плева, земља, зрна житарица итд.), кашастим (поврачани садржај зелудца) или полутечним садржајем (крв, муљ, садржај септичке јаме). Дубина продирања садржаја у гране трахеје зависи од величине и конзистенције самог садржаја, али у начелу не продире у доње и крајњи делове дисајних путева, као нпр код случајева утопљења.
Код ове врсте удушења природна смрт је примећено код особа са акутним фулминирајућим епиглотитисом, где постоји опструкција дисајних путева запаљеним епиглотисом и суседним меким ткивом. Такви појединци представљају хитне медицинске случајеве и могу буквално умријети испред лекара. Особа развија бол у грлу, промуклост, респираторне тешкоће, немогућност говора, а затим изненада колабирају нако што дисајни путеви постану потпуно зачепљени. 
Удисање паре може изазвати сличну клиничку слику удушења, са изразито едематозном, муко-црвеном слузокожом у гркњану и знацима опструкције.

### Удушење утопљењем
Утопљење (лат. submersio) насилно је механичко удушење узроковано удисањем и продора течности у дисајне путеве са последичним запушавањем њихових доњих и завршних делова. Може бити примарно утопљење (субмерзија), и секундарно утопљење (хидрокуција) у којем је примарна синкопа, па се још назива и „синкопално”. Субмерзија, односно право или примарно утопљење погађа првенствено непливаче, али и пливаче који преценивши своје снаге, или нашавши се пред изненадним тешкоћама (матица, плима) тону под површину воде. Безнадежна, свесна одбрана у виду несврсисходних покрета доводи до губитка снаге и исцрпљења, а затим до опструкције ваздушних путева течношћу и асфиксије. У хидрокуцији основни узрок је губитак свести, тако да унесрећени тоне и при покушају дисања вода улази у дисајне путеве и доводи до удушења. Утопољење је један од најчешћих начина одузимања живота и најчешће се спроводи скоком са висине (обала, мостова) у дубоку воду